# Monica Aldama
Monica Aldama (Corsicana, Texas, 9 de febrero de 1970) es una entrenadora de porristas y ex animadora estadounidense. Es más conocida por su aparición en la serie Cheer de Netflix y por ser la entrenadora del equipo mixto de porristas del Navarro College.

## Primeros años
Aldama nació en Corsicana, Texas. Se graduó de la secundaria Corsicana, inscribiéndose en la Universidad de Texas en Austin, donde obtuvo un bachillerato de administración de empresas en finanzas de la Escuela de Negocios McCombs. Posteriormente asistió a la Universidad de Texas en Tyler para obtener una maestría en Administración de Empresas.

## Carrera

### Logros como entrenadora
Bajo el liderazgo de Aldama, los Bulldogs de Navarro College se han ganado una reputación nacional por su excelencia en el porrismo. Desde el año 2000, sus equipos han ganado 14 campeonatos nacionales de la NCA en su división, además de 5 designaciones de «Grand Nacional». El estatus de Gran Nacional se otorga al equipo con el puntaje general más alto en la competencia de ese año. El equipo también tiene el récord de la puntuación más alta lograda en NCA College Nationals. Su programa de porristas ha sido llamado «dinastía» y sus atletas se refieren a ella como la «reina». Su éxito la ha hecho aparecer en The Ellen DeGeneres Show y en la gira en vivo de Oprah Winfrey.

### Aparición enCheer
En 2020, Aldama apareció en una serie documental de Netflix titulada Cheer, cuyo enfoque en el equipo mixto de porristas de Navarro College de 2019 sirvió para presentar el deporte a una amplia audiencia. Cheer fue dirigida por el documentalista Greg Whiteley, quien hasta esta serie era más conocido por su documental sobre el fútbol, Last Chance U. Ambas series siguen con empatía a los atletas universitarios que luchan con lesiones y desafíos en sus vidas personales. Cheer centra su narrativa en la tutoría de Aldama, que generalmente es enriquecedora incluso cuando las crecientes lesiones de sus atletas la llevan a tomar decisiones pragmáticas en apoyo del objetivo del equipo de ganar el campeonato nacional en Daytona Beach, Florida. Las respuestas a su representación en la serie resaltan la tensión resultante. El crítico de televisión Hank Stuever del Washington Post describe la dedicación de Aldama como «feroz (y en ocasiones temible)». Para el crítico Jia Tolentino de The New Yorker, ella «gobierna el programa con un comportamiento terriblemente controlado interrumpido por destellos de calidez maternal». En general, la serie destaca su perfeccionismo, resumido en su convicción distintiva con respecto a la práctica: «Continúas hasta que lo haces bien, luego continúas hasta que no puedes equivocarte».

### Dancing with the Stars
El 2 de septiembre de 2020, Aldama fue anunciada como una de las celebridades participantes de la temporada 29 de Dancing with the Stars, siendo emparejada con el bailarín profesional Valentin Chmerkovskiy.

## Vida personal
Aldama está casada con Chris Aldama, con quien tiene dos hijos.